# Sant’Angelo di Brolo
Sant’Angelo di Brolo ist eine Stadt der Metropolitanstadt Messina in der Region Sizilien in Italien mit 2717 Einwohnern (Stand 31. Dezember 2023).

## Lage und Daten
Sant’Angelo di Brolo liegt 89 Kilometer westlich von Messina. Die Einwohner arbeiten hauptsächlich in der Landwirtschaft. 
Die Autobahn A20/E90 ist 12 Kilometer entfernt. Die Auffahrt heißt Brolo. Einen Bahnanschluss hat der Ort nicht.
Die Nachbargemeinden sind Brolo, Ficarra, Gioiosa Marea, Librizzi, Montagnareale, Piraino, Raccuja, San Piero Patti und Sinagra.

## Geschichte
Das genaue Gründungsjahr von Sant’Angelo di Brolo ist unbekannt. Im 15. Jahrhundert wurde die Stadt berühmt wegen der Seidenproduktion.

## Sehenswürdigkeiten
Sehenswert ist die Pfarrkirche aus dem 16. Jahrhundert, diese wurde im 18. Jahrhundert neu gestaltet.

## Personen
- Vincenzo Natoli (1690–1770), Richter, beteiligt am Bau und der Stadtentwicklung Palermos